# 愛川晶
愛川 晶（あいかわ あきら、1957年5月30日 -）は、日本の小説家・推理作家。福島県福島市生まれ。福島県立福島高等学校を経て、筑波大学第二学群比較文化学類卒業。
高校の社会科教員を勤めながら、1994年、『化身』で第5回鮎川哲也賞を受賞し小説家デビュー。大掛かりなトリックを用いた本格ミステリを数多く執筆している。
シリーズものとしては女子高生探偵が活躍する根津愛シリーズなどがある。また、神田紅梅亭寄席物帳シリーズなどの落語や寄席を題材としたミステリも多い。
2016年刊行の『はんざい漫才』あとがきにて、2001年に富士見ミステリー文庫よりデビューした推理作家、谷原秋桜子が自身の別名義であることを示唆した（詳細は谷原秋桜子#正体の公表を参照）。

## ミステリ・ランキング

### 週刊文春ミステリーベスト10
- 1994年 - 『化身』8位

### このミステリーがすごい!
- 2009年 - 『芝浜謎噺』14位

### 本格ミステリ・ベスト10
- 2000年 - 『夜宴』14位
- 2002年 - 『巫女の館の密室』9位
- 2008年 - 『道具屋殺人事件』14位
- 2009年 - 『芝浜謎噺』15位
- 2010年 - 『うまや怪談』19位

## 作品リスト

### シリーズ作品

#### 栗村夏樹シリーズ三部作
- 黄昏の獲物（トワイライト・ゲーム）（1996年4月 光文社 カッパ・ノベルス）
  - 【改題】黄昏の罠（2000年3月 光文社文庫）
- 光る地獄蝶（1996年10月 光文社 カッパ・ノベルス / 2001年3月 光文社文庫）
- 海の仮面（1999年6月 光文社 カッパ・ノベルス / 2002年6月 光文社文庫）

#### 美少女代理探偵・根津愛シリーズ
- 夜宴 美少女代理探偵の殺人ファイル（1999年12月 幻冬舎ノベルス）
  - 【改題】夜宴 美少女代理探偵の事件簿（2003年5月 光文社文庫） - 時系列的にはリレー小説『堕天使殺人事件』後
- 根津愛（代理）探偵事務所（2000年10月 原書房）
  - 【増補・改題】カレーライスは知っていた 美少女代理探偵の事件簿（2003年11月 光文社文庫）
    - 収録作品：カレーライスは知っていた / だって、冷え症なんだモン！ / スケートおじさん / ネコマンガ / コロッケの密室 / 死への密室 / 納豆殺人事件（文庫版にのみ収録）
- 巫女の館の密室（2001年8月 原書房 ミステリー・リーグ / 2004年8月 光文社文庫）
- ダイニング・メッセージ（2002年10月 原書房 ミステリー・リーグ / 2007年1月 光文社文庫）
  - 収録作品：Kaiseki Lunch / Packed Lunch / French dish Dinner / Celebration Lunch

#### 影の探偵と根津愛シリーズ
- 網にかかった悪夢 影の探偵と根津愛（2002年11月 光文社 カッパ・ノベルス）
- ベートスンの鐘楼 影の探偵と根津愛（2004年5月 光文社 カッパ・ノベルス）

#### 神田紅梅亭寄席物帳シリーズ
- 道具屋殺人事件 神田紅梅亭寄席物帳（2007年9月 原書房 ミステリー・リーグ / 2010年7月 創元推理文庫 / 2019年4月 中公文庫）
- 芝浜謎噺 神田紅梅亭寄席物帳（2008年4月 原書房 ミステリー・リーグ / 2011年5月 創元推理文庫 / 2019年12月 中公文庫）
- うまや怪談 神田紅梅亭寄席物帳（2009年10月 原書房 ミステリー・リーグ / 2012年10月 創元推理文庫）
- 三題噺 示現流幽霊 神田紅梅亭寄席物帳（2011年5月 原書房 ミステリー・リーグ / 2014年5月 創元推理文庫）
- 「茶の湯」の密室 神田紅梅亭寄席物帳（2016年11月 原書房 ミステリー・リーグ）
- 手がかりは「平林」 神田紅梅亭寄席物帳（2017年9月 原書房 ミステリー・リーグ）

#### ヘルたんシリーズ
- ヘルたん（2012年2月 中央公論新社）
  - 【改題】ヘルたん ヘルパー探偵誕生（2014年10月 中公文庫）
- ヘルたん ヘルパー探偵とマドンナの帰還（2014年10月 中央公論新社）

#### 神楽坂倶楽部シリーズ
- 神楽坂謎ばなし（2015年1月 文春文庫）
- 高座の上の密室（2015年6月 文春文庫）
- はんざい漫才（2016年4月 文春文庫）

#### 高座のホームズ・昭和稲荷町らくご探偵シリーズ
- 高座のホームズ 昭和稲荷町らくご探偵（2018年4月 中公文庫）
- 黄金餅殺人事件 昭和稲荷町らくご探偵（2018年10月 中公文庫）
- 高座のホームズみたび 昭和稲荷町らくご探偵（2019年9月 中公文庫）
- 芝浜の天女 高座のホームズ（2020年7月 中公文庫）

#### 落語刑事サダキチシリーズ
- 落語刑事サダキチ 神楽坂の赤犬（2022年8月 中公文庫）
- 落語刑事サダキチ 泥棒と所帯をもった女（2023年6月 中公文庫）
- 落語刑事サダキチ 埋蔵金伝説と猫の恩返し（2024年4月 中公文庫）

### その他
- 化身（アヴァターラ）（1994年9月 東京創元社）
  - 【改題】化身（1999年6月 幻冬舎文庫 / 2010年9月 創元推理文庫）
- 七週間の闇（1995年8月 講談社 / 1999年11月 講談社文庫 / 2010年8月 文春文庫）
- 鏡の奥の他人（1997年8月 幻冬舎 / 2000年10月 幻冬舎文庫）
- 霊名イザヤ（1998年8月 角川書店 / 2001年8月 角川文庫）
- 六月六日生まれの天使（2005年5月 文藝春秋 / 2008年5月 文春文庫）
- 十一月に死んだ悪魔（2013年9月 文藝春秋 / 2016年11月 文春文庫）
- 再雇用されたら一カ月で地獄へ堕とされました（2019年8月 双葉文庫）
- モウ半分、クダサイ (2024年10月 中央公論新社)

### 共著
- 合わせ鏡の迷宮（1996年7月 東京創元社）- 美唄清斗との共著。
- 白銀荘の殺人鬼（2000年6月 光文社 カッパ・ノベルス / 2004年2月 光文社文庫） - 二階堂黎人との共著、ノベルス版は彩胡ジュン名義。
- 教え子殺し 倉西美波最後の事件（2021年11月 原書房） - 谷原秋桜子との共著。

### アンソロジー・リレー小説
「」内が愛川晶の作品
- 新世紀「謎」倶楽部（1998年8月 角川書店 / 2001年8月 角川文庫）「だって､冷え性なんだモン！」
- 堕天使殺人事件（1999年9月 角川書店 / 2002年5月 角川文庫）「第十章 探偵、登場！」- 新世紀「謎」倶楽部によるリレー小説。根津愛が登場。
- 前夜祭（2000年6月 角川書店）「第五章 私が殺しました」- 新世紀「謎」倶楽部によるリレー小説。
- 密室殺人大百科〈下〉時の結ぶ密室（2000年7月 原書房）「死への密室」
  - 【改題・再編集】密室殺人大百科〈下〉（2003年9月 講談社文庫）
- ミステリ・アンソロジーI 名探偵は、ここにいる（2001年10月 角川スニーカー文庫）「納豆殺人事件」

### 編者
- 太神楽 寄席とともに歩む日本の芸能の原点（2019年12月 原書房） - 著：鏡味仙三郎。書籍内に編者として名前・プロフィール有。

## 映像化作品

### テレビドラマ
- 化身（2005年6月21日、日本テレビ系「火曜サスペンス劇場」で放送、主演：酒井美紀）